# Registán
Registán (ریگستان, přepisováno také Rígestán) je poušť rozkládající se na jihu Afghánistánu v provinciích Hilmand a Kandahár. Má rozlohu okolo 40 000 km². Její západní hranici tvoří řeka Hilmand, která ji odděluje od další pouště Dašt-e Margo, na východě se nacházejí Sulajmánské hory, tvořící hranici s Pákistánem.
Registán je náhorní plošina o nadmořské výšce mezi 800 a 1500 metry, terén tvoří převážně písečné přesypy, vyskytují se tu ale také štěrkové oblasti. Roční úhrn srážek nepřesahuje 100 mm, vládne kontinentální podnebí se značnými teplotními rozdíly. Faunu tvoří džejran, jehož počty rapidně klesají, koroptev pouštní a běhulík plavý. Osídlení je velmi řídké, tvoří je kočovní Balúčové a Paštunové se stády velbloudů a ovcí. Poušť se rozšiřuje severozápadním směrem, okolo stovky zemědělských vesnic již muselo být opuštěno.
Australští archeologové v poušti objevili 463 zaniklých osad, svědčících o tom, že v minulosti bylo zdejší klima příznivé pro lidskou populaci.